# North American Soccer League 1979
La temporada 1979 de la North American Soccer League (NASL) fue la 12.ª edición realizada de la  primera división del fútbol en los Estados Unidos y Canadá. Los Vancouver Whitecaps fueron los campeones tras ganar en la final del Soccer Bowl a los Tampa Bay Rowdies por 2 a 1 y quedándose con su primera liga.

## Equipos participantes
| - Atlanta Chiefs (Anteriormente como los Colorado Caribous) - Memphis Rogues - California Surf - Chicago Sting - Detroit Express - Dallas Tornado - Edmonton Drillers (Anteriormente como los Oakland Stompers) - Fort Lauderdale Strikers - Houston Hurricane - Los Angeles Aztecs - Minnesota Kicks - New England Tea Men | - New York Cosmos (Anteriormente como los Cosmos) - Philadelphia Fury - Portland Timbers - Rochester Lancers - San Diego Sockers - San Jose Earthquakes - Seattle Sounders - Tampa Bay Rowdies - Toronto Blizzard (Anteriormente como Toronto Metros-Croatia) - Tulsa Roughnecks - Vancouver Whitecaps - Washington Diplomats |

## Tabla de posiciones
Sistema de puntos: 6 puntos por una victoria (después de los 90 minutos, tras los 30 minutos del tiempo extra o en los penales), ninguno por una derrota y 1 punto adicional a cualquier encuentro disputado que haya marcado hasta 3 goles en un partido.

### Conferencia Nacional

#### División del este
| Pos. | Equipos              | PJ | G  | P  | GF | GC | Dif. | Pts. |
| ---- | -------------------- | -- | -- | -- | -- | -- | ---- | ---- |
| 1    | New York Cosmos      | 30 | 24 | 6  | 84 | 52 | +32  | 216  |
| 2    | Washington Diplomats | 30 | 19 | 11 | 68 | 50 | +18  | 172  |
| 3    | Toronto Blizzard     | 30 | 14 | 16 | 52 | 62 | -10  | 133  |
| 4    | Rochester Lancers    | 30 | 15 | 15 | 43 | 57 | -14  | 132  |

     Clasifica a la fase final.

#### División del centro
| Pos. | Equipos          | PJ | G  | P  | GF | GC | Dif. | Pts. |
| ---- | ---------------- | -- | -- | -- | -- | -- | ---- | ---- |
| 1    | Minnesota Kicks  | 30 | 21 | 9  | 67 | 48 | +19  | 184  |
| 2    | Dallas Tornado   | 30 | 17 | 13 | 53 | 51 | +2   | 152  |
| 3    | Tulsa Roughnecks | 30 | 14 | 16 | 61 | 56 | +5   | 139  |
| 4    | Atlanta Chiefs   | 30 | 12 | 18 | 60 | 60 | 0    | 121  |

     Clasifica a la fase final.

#### División del oeste
| Pos. | Equipos             | PJ | G  | P  | GF | GC | Dif. | Pts. |
| ---- | ------------------- | -- | -- | -- | -- | -- | ---- | ---- |
| 1    | Vancouver Whitecaps | 30 | 20 | 10 | 54 | 34 | +20  | 172  |
| 2    | Los Angeles Aztecs  | 30 | 18 | 12 | 62 | 47 | +15  | 162  |
| 3    | Seattle Sounders    | 30 | 13 | 17 | 58 | 52 | +6   | 125  |
| 4    | Portland Timbers    | 30 | 11 | 19 | 50 | 75 | -25  | 112  |

     Clasifica a la fase final.

### Conferencia Americana

#### División del este
| Pos. | Equipos                  | PJ | G  | P  | GF | GC | Dif. | Pts. |
| ---- | ------------------------ | -- | -- | -- | -- | -- | ---- | ---- |
| 1    | Tampa Bay Rowdies        | 30 | 19 | 11 | 67 | 46 | +21  | 169  |
| 2    | Fort Lauderdale Strikers | 30 | 17 | 13 | 75 | 64 | +11  | 165  |
| 3    | Philadelphia Fury        | 30 | 10 | 20 | 55 | 60 | -5   | 111  |
| 4    | New England Tea Men      | 30 | 12 | 18 | 41 | 56 | -15  | 110  |

     Clasifica a la fase final.

#### División del centro
| Pos. | Equipos           | PJ | G  | P  | GF | GC | Dif. | Pts. |
| ---- | ----------------- | -- | -- | -- | -- | -- | ---- | ---- |
| 1    | Houston Hurricane | 30 | 22 | 8  | 61 | 46 | +15  | 187  |
| 2    | Chicago Sting     | 30 | 16 | 14 | 70 | 61 | +9   | 159  |
| 3    | Detroit Express   | 30 | 14 | 16 | 60 | 56 | +4   | 132  |
| 4    | Memphis Rogues    | 30 | 6  | 24 | 38 | 74 | -36  | 73   |

     Clasifica a la fase final.

#### División del oeste
| Pos. | Equipos              | PJ | G  | P  | GF | GC | Dif. | Pts. |
| ---- | -------------------- | -- | -- | -- | -- | -- | ---- | ---- |
| 1    | California Surf      | 30 | 15 | 15 | 53 | 56 | -3   | 140  |
| 2    | San Diego Sockers    | 30 | 15 | 15 | 59 | 55 | +4   | 140  |
| 3    | Edmonton Drillers    | 30 | 8  | 22 | 43 | 78 | -35  | 88   |
| 4    | San Jose Earthquakes | 30 | 8  | 22 | 41 | 74 | -33  | 86   |

     Clasifica a la fase final.

## Postemporada
|  | Primera ronda            | Primera ronda       | Primera ronda     | Primera ronda     |       |                    | Semifinales de conferencia | Semifinales de conferencia | Semifinales de conferencia | Semifinales de conferencia |  |                     | Finales de conferencia | Finales de conferencia | Finales de conferencia | Finales de conferencia |                     |                     | Soccer Bowl         | Soccer Bowl | Soccer Bowl | Soccer Bowl |
|  |                          |                     |                   |                   |       |                    |                            |                            |                            |                            |  |                     |                        |                        |                        |                        |                     |                     |                     |             |             |             |
|  | Los Angeles Aztecs       | 3                   | 4                 | -                 |       |                    |                            |                            |                            |                            |  |                     |                        |                        |                        |                        |                     |                     |                     |             |             |             |
|  | Washington Diplomats     | 1                   | 1                 | -                 |       |                    |                            |                            |                            |                            |  |                     |                        |                        |                        |                        |                     |                     |                     |             |             |             |
|  | Washington Diplomats     | 1                   | 1                 | -                 |       | Los Angeles Aztecs | 2 (2)                      | 0                          | 0                          |                            |  |                     |                        |                        |                        |                        |                     |                     |                     |             |             |             |
|  |                          |                     |                   |                   |       | Los Angeles Aztecs | 2 (2)                      | 0                          | 0                          |                            |  |                     |                        |                        |                        |                        |                     |                     |                     |             |             |             |
|  |                          | Vancouver Whitecaps | 2 (1)             | 1                 | 1     |                    |                            |                            |                            |                            |  |                     |                        |                        |                        |                        |                     |                     |                     |             |             |             |
|  | Dallas Tornado           | Vancouver Whitecaps | 2 (1)             | 1                 | 1     | 3                  | 1                          | -                          |                            |                            |  |                     |                        |                        |                        |                        |                     |                     |                     |             |             |             |
|  | Dallas Tornado           |                     |                   |                   |       | 3                  | 1                          | -                          |                            |                            |  |                     |                        |                        |                        |                        |                     |                     |                     |             |             |             |
|  | Vancouver Whitecaps      | 2                   | 2                 | -                 |       |                    |                            |                            |                            |                            |  |                     |                        |                        |                        |                        |                     |                     |                     |             |             |             |
|  | Vancouver Whitecaps      | 2                   | 2                 | -                 |       |                    |                            |                            |                            |                            |  | Vancouver Whitecaps | 2                      | 2 (1)                  | 0 (3)                  |                        |                     |                     |                     |             |             |             |
|  | Liga Nacional            |                     |                   |                   |       |                    |                            |                            |                            |                            |  | Vancouver Whitecaps | 2                      | 2 (1)                  | 0 (3)                  |                        |                     |                     |                     |             |             |             |
|  |                          | New York Cosmos     | 0                 | 2 (3)             | 0 (2) |                    |                            |                            |                            |                            |  |                     |                        |                        |                        |                        |                     |                     |                     |             |             |             |
|  | Tulsa Roughnecks         | New York Cosmos     | 0                 | 2 (3)             | 0 (2) | 2                  | 2                          | -                          |                            |                            |  |                     |                        |                        |                        |                        |                     |                     |                     |             |             |             |
|  | Tulsa Roughnecks         |                     |                   |                   |       | 2                  | 2                          | -                          |                            |                            |  |                     |                        |                        |                        |                        |                     |                     |                     |             |             |             |
|  | Minnesota Kicks          | 1                   | 1                 | -                 |       |                    |                            |                            |                            |                            |  |                     |                        |                        |                        |                        |                     |                     |                     |             |             |             |
|  | Minnesota Kicks          | 1                   | 1                 | -                 |       | Tulsa Roughnecks   | 3                          | 0                          | 1                          |                            |  |                     |                        |                        |                        |                        |                     |                     |                     |             |             |             |
|  |                          |                     |                   |                   |       | Tulsa Roughnecks   | 3                          | 0                          | 1                          |                            |  |                     |                        |                        |                        |                        |                     |                     |                     |             |             |             |
|  |                          | New York Cosmos     | 0                 | 3                 | 3     |                    |                            |                            |                            |                            |  |                     |                        |                        |                        |                        |                     |                     |                     |             |             |             |
|  | Toronto Blizzard         | New York Cosmos     | 0                 | 3                 | 3     | 1                  | 0                          | -                          |                            |                            |  |                     |                        |                        |                        |                        |                     |                     |                     |             |             |             |
|  | Toronto Blizzard         |                     |                   |                   |       | 1                  | 0                          | -                          |                            |                            |  |                     |                        |                        |                        |                        |                     |                     |                     |             |             |             |
|  | New York Cosmos          | 3                   | 2                 | -                 |       |                    |                            |                            |                            |                            |  |                     |                        |                        |                        |                        |                     |                     |                     |             |             |             |
|  | New York Cosmos          | 3                   | 2                 | -                 |       |                    |                            |                            |                            |                            |  |                     |                        |                        |                        |                        | Vancouver Whitecaps | Vancouver Whitecaps | Vancouver Whitecaps | 2           |             |             |
|  |                          |                     |                   |                   |       |                    |                            |                            |                            |                            |  |                     |                        |                        |                        |                        |                     | Vancouver Whitecaps | Vancouver Whitecaps | 2           |             |             |
|  |                          | Tampa Bay Rowdies   | Tampa Bay Rowdies | Tampa Bay Rowdies | 1     |                    |                            |                            |                            |                            |  |                     |                        |                        |                        |                        |                     |                     |                     |             |             |             |
|  | San Diego Sockers        | Tampa Bay Rowdies   | Tampa Bay Rowdies | Tampa Bay Rowdies | 1     | 4                  | 7                          | -                          |                            |                            |  |                     |                        |                        |                        |                        |                     |                     |                     |             |             |             |
|  | San Diego Sockers        |                     |                   |                   |       | 4                  | 7                          | -                          |                            |                            |  |                     |                        |                        |                        |                        |                     |                     |                     |             |             |             |
|  | California Surf          | 2                   | 2                 | -                 |       |                    |                            |                            |                            |                            |  |                     |                        |                        |                        |                        |                     |                     |                     |             |             |             |
|  | California Surf          | 2                   | 2                 | -                 |       | San Diego Sockers  | 2                          | 1                          | -                          |                            |  |                     |                        |                        |                        |                        |                     |                     |                     |             |             |             |
|  |                          |                     |                   |                   |       | San Diego Sockers  | 2                          | 1                          | -                          |                            |  |                     |                        |                        |                        |                        |                     |                     |                     |             |             |             |
|  |                          | Minnesota Kicks     | 0                 | 0                 | -     |                    |                            |                            |                            |                            |  |                     |                        |                        |                        |                        |                     |                     |                     |             |             |             |
|  | Chicago Sting            | Minnesota Kicks     | 0                 | 0                 | -     | 2                  | 0                          | -                          |                            |                            |  |                     |                        |                        |                        |                        |                     |                     |                     |             |             |             |
|  | Chicago Sting            |                     |                   |                   |       | 2                  | 0                          | -                          |                            |                            |  |                     |                        |                        |                        |                        |                     |                     |                     |             |             |             |
|  | Fort Lauderdale Strikers | 0                   | 0                 | -                 |       |                    |                            |                            |                            |                            |  |                     |                        |                        |                        |                        |                     |                     |                     |             |             |             |
|  | Fort Lauderdale Strikers | 0                   | 0                 | -                 |       |                    |                            |                            |                            |                            |  | San Diego Sockers   | 2                      | 2 (0)                  | 0                      |                        |                     |                     |                     |             |             |             |
|  | Liga Americana           |                     |                   |                   |       |                    |                            |                            |                            |                            |  | San Diego Sockers   | 2                      | 2 (0)                  | 0                      |                        |                     |                     |                     |             |             |             |
|  |                          | Tampa Bay Rowdies   | 1                 | 2 (3)             | 1     |                    |                            |                            |                            |                            |  |                     |                        |                        |                        |                        |                     |                     |                     |             |             |             |
|  | Philadelphia Fury        | Tampa Bay Rowdies   | 1                 | 2 (3)             | 1     | 2                  | 2                          | -                          |                            |                            |  |                     |                        |                        |                        |                        |                     |                     |                     |             |             |             |
|  | Philadelphia Fury        |                     |                   |                   |       | 2                  | 2                          | -                          |                            |                            |  |                     |                        |                        |                        |                        |                     |                     |                     |             |             |             |
|  | Houston Hurricane        | 1                   | 1                 | -                 |       |                    |                            |                            |                            |                            |  |                     |                        |                        |                        |                        |                     |                     |                     |             |             |             |
|  | Houston Hurricane        | 1                   | 1                 | -                 |       | Philadelphia Fury  | 2                          | 0                          | -                          |                            |  |                     |                        |                        |                        |                        |                     |                     |                     |             |             |             |
|  |                          |                     |                   |                   |       | Philadelphia Fury  | 2                          | 0                          | -                          |                            |  |                     |                        |                        |                        |                        |                     |                     |                     |             |             |             |
|  |                          | Tampa Bay Rowdies   | 3                 | 1                 | -     |                    |                            |                            |                            |                            |  |                     |                        |                        |                        |                        |                     |                     |                     |             |             |             |
|  | Detroit Express          | Tampa Bay Rowdies   | 3                 | 1                 | -     | 0                  | 3                          | -                          |                            |                            |  |                     |                        |                        |                        |                        |                     |                     |                     |             |             |             |
|  | Detroit Express          |                     |                   |                   |       | 0                  | 3                          | -                          |                            |                            |  |                     |                        |                        |                        |                        |                     |                     |                     |             |             |             |
|  | Tampa Bay Rowdies        | 3                   | 1                 | -                 |       |                    |                            |                            |                            |                            |  |                     |                        |                        |                        |                        |                     |                     |                     |             |             |             |

| Bandera de Canadá                     |
| Campeón Vancouver Whitecaps 1º título |

## Goleadores
| Jugador           | Equipo                   | Goles | Puntos |
| ----------------- | ------------------------ | ----- | ------ |
| Oscar Fabbiani    | Tampa Bay Rowdies        | 25    | 58     |
| Giorgio Chinaglia | New York Cosmos          | 26    | 57     |
| Gerd Müller       | Fort Lauderdale Strikers | 19    | 55     |

## Premios

### Reconocimientos individuales
- Jugador más valioso

 Johan Cruyff (Los Angeles Aztecs)
- Entrenador del año

 Timo Liekoski (Houston Hurricane)
- Novato del año

 Larry Hulcer (Los Angeles Aztecs)